# Amanita aureofloccosa
Amanita aureofloccosa é uma espécie de fungo que pertence ao gênero de cogumelos Amanita na ordem Agaricales.